# Alice Jamieson
Alice Jamieson é autora inglesa. Escreveu a autobiográfia Today Im Alice - Nine Personalities, One Tortured Mind (Hoje Sou Alice - Nove personalidades, uma mente perturbada no Brasil e "O Inferno de Alice - Uma história verídica" em Portugal).
Na obra, Alice narra sua experiência ao ser acometida por um Transtorno dissociativo de identidade originado por anos de abuso sexual promovido por seu pai.

## Outros casos
- Truddi Chase americana autora da autobiográfia "When Rabbit Howls" (1987)[4]
- Chris Costner Sizemore[5]
- Shirley Ardell Mason[6].
- Billy Milligan[7]
- Robert Oxnam[8]
- Herschel Walker[9]